# Where We Are
Where We Are é o nono álbum de estúdio da boy band irlandesa Westlife. O álbum foi lançado em 27 de novembro de 2009. Where We Are é o primeiro álbum do grupo após uma pausa da música em 2008. Foi também o quinto álbum da banda a ser lançado como um quarteto. Este álbum foi precedido pelo primeiro single "What About Now" (um cover de Daughtry) e foi lançado em 23 de outubro de 2009 como um download digital um dia depois como um CD single.
O grupo colaborou com vários produtores notáveis para o álbum, notadamente Ryan Tedder da banda de pop rock OneRepublic, Jim Jonsin, Greg Wells e Sam Watters, entre outros. Where We Are também é notavelmente o primeiro álbum do Westlife a não ter Steve Mac e Wayne Hector produzindo ou escrevendo nenhuma das músicas.
O álbum foi recebido com críticas mistas, embora ainda tenha sido um sucesso comercial, estreando no número dois no UK Albums Chart e obteve certificação 2x Platina no Reino Unido, que vendeu mais de 600.000 discos. Apesar do alto pico, foi o primeiro álbum do Westlife a não atingir o número um desde o álbum de 2004, Allow Us to Be Frank, que alcançou o número três. Este é o sétimo álbum mais vendido de 2009 na Irlanda. 

## Em segundo plano
Antes do Natal de 2008, eles escreveram uma carta para seu site dizendo que 2009 seria o ano mais emocionante para o Westlife. O processo de gravação de seu décimo álbum começou em 1º de julho de 2009. Byrne disse que haverá muitos produtores e escritores de primeira viagem para o próximo álbum. Ele também queria trabalhar em colaboração com Chris Martin do Coldplay, que é um grande fã de Westlife. Westlife trabalhou com JC Chasez, Darren Hayes, Ben Adams, Adrian Bradford e Guy Chambers para o álbum, mas nem todos foram selecionados.
Filan fala sobre o conteúdo do álbum e afirmou:
| “ | Uma direção diferente pode estar um pouco errada. Acho que ainda é música pop, mas há uma variação diferente. Uma coisa importante é que trabalhamos com diferentes produtores, com quem nunca trabalhamos antes, e novos compositores. Há treze músicas no álbum e doze delas são originais. Tem mais ritmo, músicas mais rock, algumas músicas mais americanas, algumas músicas mais sombrias lá com letras mais sombrias. É a melhor produção que tivemos em qualquer outro álbum. As cordas, a música está em outro nível. Mesmo que você não seja fã de Westlife, mas seja fã de música, reconhecerá a qualidade deste álbum. | ” |

Em sua nova biografia publicada em seu site oficial, foi acrescentado que as sessões de gravação começaram em Los Angeles, com uma equipe completamente nova de produtores e compositores. A primeira música que eles gravaram foi a balada "I'll See You Again", descrita como "luto assombroso". "I'll See You Again" foi gravada por Ross no Metropolis Studios. Para o primeiro single "What About Now", Feehily disse ao The Daily Mirror: "Queríamos que o primeiro single do nosso novo álbum estivesse em algum lugar entre o som do Westlife que nossos fãs conhecem e amam, e a nova direção que estamos seguindo. Tenho experimentado uma nova vibe neste álbum. Após 11 anos, vemos isso como a fase dois da história do Westlife". A música "Shadows", que foi confirmada para ser incluída no álbum, foi escrita por Ryan Tedder e AJ McLean para o sétimo álbum dos Backstreet Boys, This Is Us, mas não foi selecionado para inclusão. Foi posteriormente comprada pelo chefe da gravadora Simon Cowell para o segundo álbum de Leona Lewis, Echo, mas mais tarde foi decidido que a música era mais adequada para uma boy band e, assim, deu Westlife para gravar.
O álbum também contém uma seção "em memória de" para Nikky Byrne e Kevin Egan, os pais dos membros do Westlife Nicky Byrne e Kian Egan. A última música da lista de faixas padrão do álbum, "I'll See You Again", foi incluída no set list da turnê do álbum. A música é estabelecida como uma homenagem aos pais falecidos, colocando suas fotos no fundo do palco cada vez que a interpretam. A música também é a décima segunda música mais transmitida da banda no Reino Unido em janeiro de 2019.

## Promoções do álbum
Em 25 de outubro de 2009, durante o show de resultados do The X Factor, Westlife cantou "What About Now". Foi lançado online no mesmo dia. 
"How to Break a Heart" foi lançado como single promocional em 10 de março de 2010 em alguns países. Eles tiveram a chance de se apresentar com Boyzone para uma faixa no Stephen Gately Show na Irlanda.

## Lista de faixas
| Where We Are – Edição padrão |                             |                                                           |         |  |
| N.º                          | Título                      | Compositor(es)                                            | Duração |  |
| 1.                           | "What About Now"            | Ben Moody, David Hodges, Josh Hartzler                    | 4:11    |  |
| 2.                           | "How to Break a Heart"      | Sam Watters, James Scheffer, Louis Biancaniello           | 4:04    |  |
| 3.                           | "Leaving"                   | Steve Lee Olsen, Bryn Christopher, Carl Falk              | 3:57    |  |
| 4.                           | "Shadows"                   | Ryan Tedder, AJ McLean                                    | 4:01    |  |
| 5.                           | "Talk Me Down"              | Simon Petty                                               | 4:01    |  |
| 6.                           | "Where We Are"              | Ryan Tedder, Savan Kotecha                                | 3:57    |  |
| 7.                           | "The Difference"            | Scott Cutler, Anne Preven, Brian Kennedy Seals            | 3:30    |  |
| 8.                           | "Love Is My Witness"        | Connor Reeves, Jonathan Shorten                           | 4:07    |  |
| 9.                           | "Another World"             | Steve Booker, Sophia Delila                               | 3:16    |  |
| 10.                          | "No More Heroes"            | Lindy Robbins, Savan Kotecha, Emanuel Kiriakou            | 3:58    |  |
| 11.                          | "Sound of the Broken Heart" | Sam Watters, John Reid, Wayne Wilkins, Louis Biancaniello | 3:51    |  |
| 12.                          | "Reach Out"                 | Mark Feehily, Shaznay Lewis, Chris Braide                 | 3:56    |  |
| 13.                          | "I'll See You Again"        | Shelly Poole, Andy Hill                                   | 5:17    |  |

| Where We Are – Faixa bônus da edição japonesa |                                           |                             |         |  |
| N.º                                           | Título                                    | Compositor(es)              | Duração |  |
| 14.                                           | "You Raise Me Up (ao vivo no Croke Park)" | Bredan Graham, Rolf Løvland | 5:00    |  |

## Certificações
| Região        | Certificação |
| ------------- | ------------ |
| Irlanda       | 3x Platina   |
| Reino Unido   | 2x Platina   |
| Suécia        | Ouro         |
| Nova Zelândia | Ouro         |

## Paradas
| Parada             | Posição mais alta |
| ------------------ | ----------------- |
| UK Albums Chart    | 2                 |
| Irish Albums Chart | 2                 |
| Coreia do Sul      | 3                 |
| Suécia             | 8                 |
| Grécia             | 9                 |
| Nova Zelândia      | 13                |
| Suíça              | 25                |
| Alemanha           | 42                |
| Áustria            | 53                |
| México             | 71                |

Desempenho nas paradas de fim de ano
| Paradas (2009)     | Posições |
| ------------------ | -------- |
| Irish Albums Chart | 8        |
| UK Albums Chart    | 28       |

## Histórico de lançamentos
| Região      | Data de lançamento     |
| ----------- | ---------------------- |
| Irlanda     | 27 de novembro de 2009 |
| Filipinas   | 28 de novembro de 2009 |
| Reino Unido | 30 de novembro de 2009 |
| Europa      | 2 de dezembro de 2009  |
| México      | 15 de março de 2010    |